# Cephalotes emeryi
Espèce
Cephalotes emeryi est une espèce de fourmis arboricoles de la sous-famille des Myrmicinae.

## Répartition
Cephalotes emeryi est endémique de Curaçao.

## Classification
Le nom valide complet (avec auteur) de ce taxon est Cephalotes emeryi (Forel, 1912).
L'espèce a été initialement classée dans le genre Crytocerus  sous le protonyme Crytocerus emeryi Forel, 1912,.
Cephalotes emeryi a pour synonymes :
- Crytocerus emeryi Forel, 1912
- Paracrytocerus emeryi (Forel, 1912)
- Zacrytocerus emeryi (Forel, 1912)

### Publication originale
- A. Forel, « Formicides Néotropiques. Part II. 3e sous-famille Myrmicinae Lep. (Attini, Dacetii, Cryptocerini) », Mémoires de la Société Entomologique de Belgique, Bruxelles, vol. 19,‎ 1912, p. 179-209 (lire en ligne, consulté le 2 juillet 2024).